# Kenneth W. Zeigler
| 3909 Gladys     | 15 maggio 1988  |
| 6854 Georgewest | 20 ottobre 1987 |

Kenneth W. Zeigler (...) è un astronomo statunitense.
Il Minor Planet Center gli accredita la scoperta di tre asteroidi, effettuate tra il 1987 e il 1989.